# Gonatocerus crassicornis
Gonatocerus crassicornis is een vliesvleugelig insect uit de familie Mymaridae. De wetenschappelijke naam is voor het eerst geldig gepubliceerd in 1969 door Viggiani.